# Fiat 2800
Fiat 2800 är en personbil, tillverkad av den italienska biltillverkaren Fiat mellan 1938 och 1943.
2800 var Fiats representationsvagn tiden före andra världskriget. Den användes främst av representanter för den italienska staten och Vatikanstaten. Bilarna försågs oftast med stora limousine- eller landaulette-karosser.
1939 tillkom 2800 CMC, en militär version som användes av den italienska generalstaben.
Produktionen uppgick till 414 st 2800:or och 210 st CMC.